# Дельтор, Изабель
Изабель Дельтор (англ. Isabelle Deltore; род. 6 февраля 1982 года, Мельбурн, Австралия) — австралийская порноактриса, обладательница ряда профессиональных премий.

## Биография
Изабель Дельтор получила профессию социального работника в одном из вузов Мельбурна, после чего более пяти лет работала надзирательницей в тюрьме строгого режима. Попытки продвинуться по служебной лестнице ни к чему не привели, а постоянное повышенное внимание к ней со стороны заключенных и коллег привело к ПТСР и натолкнуло на мысль попробовать себя в секс-индустрии. 
В возрасте 29 лет Изабель устроилась стриптизёршей в ночной клуб, где стала танцевать на пилоне. Затем создала собственную шоу-программу, с которой заняла первое место на международном эротическом конкурсе «Miss Nude World» в 2015 году. Через три года Изабель решила снова выступить на том же конкурсе и во время подготовки к нему брала уроки у тренера из «Cirque du Soleil», а также уроки хореографии и пошива костюмов, что принесло её новую победу в 2018 году.
С 2018 года снимается в порнофильмах. Снималась вместе с Кенной Джеймс, Кайен Кляйн, Бритни Эмбер, Эштон Авеню, Мелиссой Линн, Кэти Андерсон, Изабеллой Найс, Мартиной Смеральди, Алекс де ла Флор, Арией Ли, Кейраном Ли и другими известными порноактрисами и порноактёрами.
В 2021 году получила премию «Australian Adult Industry Awards» как лучшая порноактриса Австралии. Фотографии Дельтор неоднократно украшали обложки эротических и порнографических журналов, включая австралийский «Penthouse» (февраль 2014).
Изабель бисексуальна. Имеет многочисленные татуировки и пирсинг сосков и пупка. Практикует анальный секс, анилингус, страпон, сквирт.
По словам самой Дельтор, она практикует медитацию, увлекается стрельбой из лука, и имеет домашнюю лошадь.
Имеет более 880 тысяч подписчиков своей страницы в Twitter и более 550 тысяч в Instagram.

## Награды
- 2015: «Miss Nude World» — Miss Nude World
- 2018: «Miss Nude World» — Miss Nude World, «Лучшее шоу в воздухе», «Самое уникальное шоу», «Лучший продюсер» и «Лучший реквизит»
- 2018: «Cherry Pimps» — «вишенка» месяца (октябрь)
- 2021: «Australian Adult Industry Awards» — лучшая женщина-порнозвезда[3]